# (5657) Groombridge
(5657) Groombridge es un asteroide perteneciente al cinturón de asteroides descubierto el 28 de agosto de 1936 por Karl Wilhelm Reinmuth desde el Observatorio de Heidelberg-Königstuhl, Alemania.

## Designación y nombre
Designado provisionalmente como 1936 QE1. Fue nombrado Groombridge en honor a Stephen Groombridge, compiló un famoso catálogo de estrellas circumpolares hasta la novena magnitud. A partir de 1806, utilizó un círculo de tránsito para el trabajo de 20 años. En 1842, Argelander descubrió que la estrella número 1830 en el catálogo tenía el movimiento más alto que se conocía.

## Características orbitales
Groombridge está situado a una distancia media del Sol de 2,587 ua, pudiendo alejarse hasta 3,014 ua y acercarse hasta 2,160 ua. Su excentricidad es 0,165 y la inclinación orbital 14,12 grados. Emplea 1520,53 días en completar una órbita alrededor del Sol.

## Características físicas
La magnitud absoluta de Groombridge es 12,8. Tiene 7,37 km de diámetro y su albedo se estima en 0,296. 